# Catedral de Pistoia

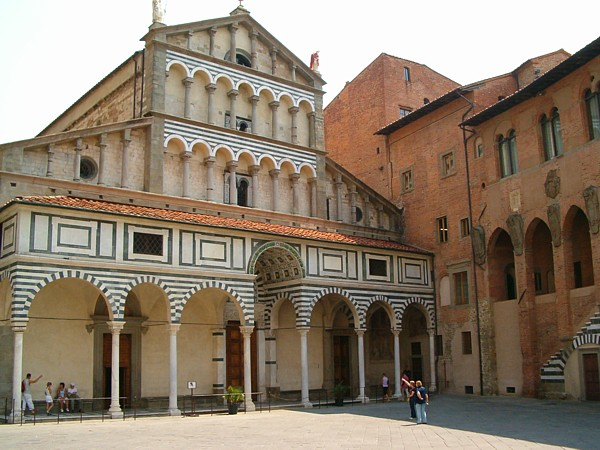
Fachada

A Catedral de Pistóia é um edifício religioso da cidade de Pistóia, na Itália. É dedicada a São Zeno.
Foi construída no século X em estilo românico, possivelmente sobre uma igreja anterior. A primeira referência sobre ela é de 923. Em 1108 foi danificada pelo fogo, sendo reconstruída pouco depois. Em 1202 sofreu outro incêndio, e no fim do século XIII as naves laterais foram cobertas com abóbadas. Em 1336 um terremoto fez outros estragos. A fachada foi reformada entre 1379 e 1449 com a adição de galerias de arcos e colunas, e Andrea della Robbia foi chamado para contribuir com esculturas. Entre 1598-1614 o coro medieval foi demolido, as capelas internas modificadas e a abside original foi substituída por uma tribuna barroca coroada por uma cúpula, enquanto as paredes foram decoradas com pinturas.
O interior possui três naves, um presbitério e uma cripta, e entre as obras de arte que abriga se contam peças de Lorenzo di Credi, Giovan Battista Paggi, Antonio Rossellino, Giglio Pisano, Nofri di Buto, Piero Braccini, Filippo Brunelleschi, Coppo di Marcovaldo, Agostino di Giovanni, Andrea del Verrocchio, Cristofano Allori, Benedetto Veli, Benedetto da Maiano, Maso di Bartolomeo, Gherardo Gherardi, Nicola Pisano e Giorgio Vasari, entre outros.